# Calendrier de la saison de cyclo-cross 2024-2025
 (novembre 2024).
Navigation
2023-2024 2025-2026
Le calendrier de la saison de cyclo-cross 2024-2025 regroupe des courses de cyclo-cross débutant le 10 août 2024 et finissant le 23 février 2025. Les épreuves individuelles sont classées en cinq catégories. La plus haute catégorie regroupe les épreuves de la coupe du monde (CDM), qui donne lieu à un classement. Derrière elles, on retrouve les courses de catégorie C1 et C2, qui attribuent des points pour le classement mondial, ensuite les courses réservées aux moins de 23 ans, appelés également espoirs (catégorie CU) et enfin les courses pour les juniors (catégorie CJ). On retrouve également les championnats nationaux (CN) qui sont organisés dans une trentaine de pays.

## Calendrier

### Août
| Date | Course                | Classe | Vainqueur homme                   | Vainqueur femme                             |
| ---- | --------------------- | ------ | --------------------------------- | ------------------------------------------- |
| 18   | Ballarat CX, Ballarat | C2     | Tristan Nash (Midland Cycle Club) | Isabella Flint (Cervélo Australia Off-Road) |

### Septembre
| Date | Course                                                          | Classe | Vainqueur homme                                | Vainqueur femme                              |
| ---- | --------------------------------------------------------------- | ------ | ---------------------------------------------- | -------------------------------------------- |
| 7    | Englewood Open CX Day 1, Fall River                             | C2     | Caleb Swartz (ENVE/Forward Endurance Coaching) | Sidney McGill (Cervelo/OrangeLiving)         |
| 7    | GGEW Grand Prix, Bensheim                                       | C2     | Loris Rouiller (Heizomat Radteam)              | Kiona Crabbé (Lotto-X-Oats Athletes For Hop) |
| 8    | Englewood Open CX Day 2, Fall River                             | C2     | Scott Funston (Cervelo/OrangeLiving)           | Sidney McGill (Cervelo/OrangeLiving)         |
| 14   | USCX Series #1 - Virginia's Blue Ridge Go Cross Day 1, Roanoke  | C1     | Andrew Strohmeyer (CXD Trek Bikes)             | Hélène Clauzel (Van Rysel Cross Team)        |
| 14   | Hope Supercross #1, Bradford                                    | C2     | Thomas Mein (Hope Factory Racing)              | Laura Verdonschot (De Ceuster-Bouwpunt)      |
| 15   | Kleeberg Cross, Malines                                         | C2     | Jens Adams (Lotto-X-Oats Athletes For Hope)    | Inge van der Heijden (Crelan-Corendon)       |
| 15   | Hope Supercross #2, Bradford                                    | C2     | Thomas Mein (Hope Factory Racing)              | Laura Verdonschot (De Ceuster-Bouwpunt)      |
| 15   | USCX Series #2 - Virginia's Blue Ridge Go Cross Day 2, Roanoke  | C2     | Andrew Strohmeyer (CXD Trek Bikes)             | Hélène Clauzel (Van Rysel Cross Team)        |
| 18   | Hope Supercross #3, Bradford                                    | C2     | Thomas Mein (Hope Factory Racing)              | Laura Verdonschot (De Ceuster-Bouwpunt)      |
| 21   | USCX Series #3 - Rochester Cyclocross Day 1, Rochester          | C1     | Andrew Strohmeyer (CXD Trek Bikes)             | Hélène Clauzel (Van Rysel Cross Team)        |
| 21   | Hope Supercross #4, Bradford                                    | C2     | Yorben Lauryssen (Pauwels Sauzen-Bingoal)      | Laura Verdonschot (De Ceuster-Bouwpunt)      |
| 21   | International Cyclo Cross Bad Salzdetfurth #1, Bad Salzdetfurth | C2     | Federico Ceolin (ASD Bibione)                  | Aniek van Alphen (Cyclocross Reds)           |
| 22   | Radcross Illnau, Illnau                                         | C2     | Kevin Kuhn (Charles Liégeois Roastery CX)      | Léa Stern (VC Fribourg)                      |
| 22   | International Cyclo Cross Bad Salzdetfurth #2, Bad Salzdetfurth | C2     | Marek Konwa (Auto Škoda Mladá Boleslav)        | Aniek van Alphen (Cyclocross Reds)           |
| 22   | USCX Series #4 - Rochester Cyclocross Day 2, Rochester          | C2     | Andrew Strohmeyer (CXD Trek Bikes)             | Hélène Clauzel (Van Rysel Cross Team)        |
| 28   | USCX Series #5 - Charm City Cross Day 1, Baltimore              | C1     | Andrew Strohmeyer (CXD Trek Bikes)             | Hélène Clauzel (Van Rysel Cross Team)        |
| 29   | USCX Series #6 - Charm City Cross Day 2, Baltimore              | C2     | Eric Brunner (Competitive Edge Racing)         | Hélène Clauzel (Van Rysel Cross Team)        |

### Octobre
| Date | Course                                               | Classe | Vainqueur homme                                         | Vainqueur femme                               |
| ---- | ---------------------------------------------------- | ------ | ------------------------------------------------------- | --------------------------------------------- |
| 5    | USCX Series #7 - Trek CXC Cup Day 1, Waterloo        | C1     | Kerry Werner (Groove Off Road)                          | Hélène Clauzel (Van Rysel Cross Team)         |
| 5    | HSF System Cup #1, Ostrava                           | C2     | Victor Van de Putte (Deschacht-Hens-FSP)                | Alicia Franck (De Ceuster-Bouwpunt)           |
| 6    | Brumath Bike Festival, Brumath                       | C1     | Niels Vandeputte (Alpecin-Deceuninck)                   | Leonie Bentveld (Pauwels Sauzen-Bingoal)      |
| 6    | Grand Prix Ostrava, Ostrava                          | C1     | Victor Van de Putte (Deschacht-Hens-FSP)                | Alicia Franck (De Ceuster-Bouwpunt)           |
| 6    | GP Citta' Di Tarvisio, Tarvisio                      | C2     | Gioele Bertolini (FAS Airport Services-Guerciotti)      | Carlotta Borello (Team Cingolani)             |
| 6    | National Trophy Series #1, Derby                     | C2     | Thomas Mein (Hope Factory Racing)                       | Alderney Baker (Team Empella)                 |
| 6    | Coupe d'Espagne #1, Gijón                            | C2     | Kevin Suárez (Nesta-MMR)                                | Laura Verdonschot (De Ceuster-Bouwpunt)       |
| 6    | USCX Series #8 - Trek CXC Cup Day 2, Waterloo        | C2     | Andrew Strohmeyer (CXD Trek Bikes)                      | Hélène Clauzel (Van Rysel Cross Team)         |
| 12   | Exact Cross #1 - be-Mine Cross, Beringen             | C2     | Lars van der Haar (Baloise Trek Lions)                  | Fem van Empel (Visma-Lease a Bike)            |
| 12   | HSF System Cup #2, Hlinsko                           | C2     | Michael Boroš (Elkov-Kasper)                            | Kristýna Zemanová (Brilon Racing Team)        |
| 12   | Fristads CX Täby Day 1, Täby                         | C2     | Clément Horny (BH Wallonie Team)                        | Jinse Peeters (De Ceuster-Bouwpunt)           |
| 12   | Major Taylor Cross Cup Day 1, Indianapolis           | C2     | Caleb Swartz (ENVE/Forward Endurance Coaching)          | Caroline Mani (Groove Off Road)               |
| 13   | Swiss Cyclocross Cup #1, Steinmaur                   | C2     | Lander Loockx (TDT-Unibet)                              | Elisabeth Brandau (RSC Schönaich)             |
| 13   | CX Rivellino, Osoppo                                 | C2     | Gioele Bertolini (FAS Airport Services-Guerciotti)      | Carlotta Borello (Team Cingolani)             |
| 13   | Coupe d'Espagne #2, Marín                            | C2     | Kevin Suárez (Nesta-MMR)                                | Laura Verdonschot (De Ceuster-Bouwpunt)       |
| 13   | Fristads CX Täby Day 2, Täby                         | C2     | Clément Horny (BH Wallonie Team)                        | Xan Crees (Spectra Cannondale)                |
| 13   | Grand Prix Levoča, Levoča                            | C2     | Marek Konwa (Auto Škoda Mladá Boleslav)                 | Malwina Mul (MAT Atom Deweloper Wrocław)      |
| 13   | Major Taylor Cross Cup Day 2, Indianapolis           | C2     | Gunnar Holmgren (KMC Ridley)                            | Caroline Mani (Groove Off Road)               |
| 13   | Verge Cross Clonmel, Clonmel                         | C2     | Jenson Young (Spectra Racing)                           | Greta Lawless (Team WORC)                     |
| 16   | Hagströmska CX Falun, Falun                          | C2     | Clément Horny (BH Wallonie Team)                        | Jinse Peeters (De Ceuster-Bouwpunt)           |
| 17   | Kermiscross, Ardoye                                  | C2     | Michael Vanthourenhout (Pauwels Sauzen-Bingoal)         | Ceylin Alvarado (Fenix-Deceuninck)            |
| 19   | Kings CX Day 1, Mason                                | C1     | Eric Brunner (Competitive Edge Racing)                  | Maghalie Rochette (Canyon)                    |
| 19   | Exact Cross #2, Essen                                | C2     | Laurens Sweeck (Crelan-Corendon)                        | Marion Norbert-Riberolle (Crelan-Corendon)    |
| 19   | Coupe de France #1, Nommay                           | C2     | Loris Rouiller (Heizomat Radteam)                       | Marie Schreiber (SD Worx-Protime)             |
| 19   | GP Internazionale Cx Citta' Di Jesolo, Jesolo        | C2     | Filippo Agostinacchio (FAS Airport Services-Guerciotti) | Rebecca Gariboldi (Alé Cycling Team)          |
| 19   | Varberg Cyclocross Day 1, Varberg                    | C2     | Daniel Weis (Decathlon AG2R La Mondiale Development)    | Oda Laforce (IF Frøy)                         |
| 20   | Superprestige #1, Ruddervoorde                       | C1     | Joran Wyseure (Crelan-Corendon)                         | Ceylin Alvarado (Fenix-Deceuninck)            |
| 20   | Coupe de France #2, Nommay                           | C2     | Loris Rouiller (Heizomat Radteam)                       | Marie Schreiber (SD Worx-Protime)             |
| 20   | Swiss Cyclocross Cup #2, Schneisingen                | C2     | Dario Lillo (Giant Factory Offroad-Racing)              | Elisabeth Brandau (RSC Schönaich)             |
| 20   | Grand Prix Středočeského Kraje CX Čáslav, Čáslav     | C2     | Michael Boroš (Elkov-Kasper)                            | Barbora Bukovská (DK Bikeshop Racing)         |
| 20   | Ciclocrosse Internacional De Vouzela, Vouzela        | C2     | Mario Junquera (Unicaja-Gijon)                          | Sara Cueto (Unicaja-Gijon)                    |
| 20   | Grand Prix Trnava, Trnava                            | C2     | Marek Konwa (Auto Škoda Mladá Boleslav)                 | Viktória Chladoňová (Climbert sport Team)     |
| 20   | Kings CX Day 2, Mason                                | C2     | Eric Brunner (Competitive Edge Racing)                  | Maghalie Rochette (Canyon)                    |
| 20   | Varberg Cyclocross Day 2, Varberg                    | C2     | Daniel Weis (Decathlon AG2R La Mondiale Development)    | Jinse Peeters (De Ceuster-Bouwpunt)           |
| 22   | Kiremko Nacht Van Woerden, Woerden                   | C2     | Lars van der Haar (Baloise Trek Lions)                  | Lucinda Brand (Baloise Trek Lions)            |
| 26   | International Cyclocross Increa Brugherio, Brugherio | C1     | Gioele Bertolini (FAS Airport Services-Guerciotti)      | Carlotta Borello (Team Cingolani)             |
| 26   | Really Rad Festival Day 1, Falmouth                  | C1     | Andrew Strohmeyer (CXD Trek Bikes)                      | Maghalie Rochette (Canyon)                    |
| 26   | Exact Cross #3 - Heerderstrand, Heerde               | C2     | Eli Iserbyt (Pauwels Sauzen-Bingoal)                    | Ceylin Alvarado (Fenix-Deceuninck)            |
| 26   | Coupe d'Espagne #3, Les Franqueses                   | C2     | Jofre Cullell (BH Coloma)                               | Alexandra Valade (UVCA Troyes)                |
| 26   | HSF System Cup #3, Kolín                             | C2     | Michael Boroš (Elkov-Kasper)                            | Kristýna Zemanová (Brilon Racing Team)        |
| 26   | Party Prijs CK Aarhus, Aarhus                        | C2     | Wout Janssen (Cyclis-Van den Plas)                      | Julie Brouwers (Charles Liégeois Roastery CX) |
| 27   | Superprestige #2, Overijse                           | C1     | Thibau Nys (Baloise Trek Lions)                         | Lucinda Brand (Baloise Trek Lions)            |
| 27   | Ciclocrosse de Melgaço, Melgaço                      | C1     | Kevin Suárez (Nesta-MMR)                                | Lucía González (Nesta-MMR)                    |
| 27   | Swiss Cyclocross Cup #3, Mettmenstetten              | C2     | Dario Lillo (Giant Factory Offroad-Racing)              | Célia Gery (AS Bike Racing)                   |
| 27   | Grand Prix Cicli Francesconi, Salvirola              | C2     | Gioele Bertolini (FAS Airport Services-Guerciotti)      | Carlotta Borello (Team Cingolani)             |
| 27   | National Trophy Series #2, South Shields             | C2     | Thomas Mein (Hope Factory Racing)                       | Alderney Baker (Team Empella)                 |
| 27   | Grand Prix de la Commune de Contern, Contern         | C2     | Timothé Gabriel (Team CS TPM)                           | Marie Schreiber (SD Worx-Protime)             |
| 27   | Grote Prijs CK Aarhus, Aarhus                        | C2     | Wout Janssen (Cyclis-Van den Plas)                      | Julie Brouwers (Charles Liégeois Roastery CX) |
| 27   | Really Rad Festival Day 2, Falmouth                  | C2     | Henry Coote (Competitive Edge Racing)                   | Maghalie Rochette (Canyon)                    |

### Novembre
| Date | Course                                                                 | Classe | Vainqueur homme                                    | Vainqueur femme                                |
| ---- | ---------------------------------------------------------------------- | ------ | -------------------------------------------------- | ---------------------------------------------- |
| 1    | X²O Badkamers Trofee #1, Audenarde                                     | C1     | Lars van der Haar (Baloise Trek Lions)             | Fem van Empel (Visma-Lease a Bike)             |
| 1    | Cyclo-cross International de Dijon, Dijon                              | C2     | Valentin Remondet (Ardennes Cross Team Gecibat)    | Amandine Vidon (Ardennes Cross Team Gecibat)   |
| 1    | Trofeo Citta' Di Firenze, Florence                                     | C2     | Cristian Cominelli (Cycling Cafe' Racing Team)     | Carlotta Borello (Team Cingolani)              |
| 2    | Rivabellacross, Ouistreham                                             | C2     | Thomas Mein (Hope Factory Racing)                  | Julie Brouwers (Charles Liégeois Roastery CX)  |
| 2    | Thunder Cross, Missoula                                                | C2     | Ian Ackert (Lidl-Trek Future Racing)               | Isabella Holmgren (Lidl-Trek)                  |
| 3    | Championnats d'Europe de cyclo-cross, Pontevedra                       | CC     | Thibau Nys (Baloise Trek Lions)                    | Fem van Empel (Visma-Lease a Bike)             |
| 3    | Championnats panaméricains de cyclo-cross, Missoula                    | CC     | Eric Brunner (Competitive Edge Racing)             | Sidney McGill (Cervelo/OrangeLiving)           |
| 9    | Continental CX Timișoara, Timișoara                                    | C1     | Zsombor Takács (MBH Bank Cycling Team)             | Loes Sels (Proximus-Cyclis-AlphaMotorhomes CT) |
| 9    | Internationale Cyclocross Rucphen, Rucphen                             | C2     | Felipe Orts (Ridley Racing Team)                   | Laura Verdonschot (De Ceuster-Bouwpunt)        |
| 9    | Coupe de France #3, Pierric                                            | C2     | Timothé Gabriel (Team CS TPM)                      | Amandine Fouquenet (Arkéa-B&B Hotels)          |
| 9    | Grand Prix Pilsen, Plzeň                                               | C2     | Michael Boroš (Elkov-Kasper)                       | Barbora Bukovská (DK Bikeshop Racing)          |
| 9    | Grand Prix Topoľčianky #1, Topoľčianky                                 | C2     | Matej Ulík (Expres CZ-BMD Team Kolín)              | Viktória Chladoňová (Climbert sport Team)      |
| 9    | Velopark Cyclo-Cross Debrecen, Debrecen                                | C2     | Barnabás Vas (Cube-Csömör)                         | Regina Bruchner (GreenZone ZKSE)               |
| 10   | X²O Badkamers Trofee #2, Lokeren                                       | C2     | Thibau Nys (Baloise Trek Lions)                    | Lucinda Brand (Baloise Trek Lions)             |
| 10   | VAM-berg Cross, Wijster                                                | C2     | Arne Baers (Lotto Dstny Development)               | Jamie De Beer (Heizomat Radteam)               |
| 10   | Coupe de France #4, Pierric                                            | C2     | David Menut (AS Bike Racing)                       | Célia Gery (AS Bike Racing)                    |
| 10   | Swiss Cyclocross Cup #4, Hittnau                                       | C2     | Loris Rouiller (Heizomat Radteam)                  | Elisabeth Brandau (RSC Schönaich)              |
| 10   | Turin International Cyclocross, San Francesco al Campo                 | C2     | Gioele Bertolini (FAS Airport Services-Guerciotti) | Carlotta Borello (Team Cingolani)              |
| 10   | Coupe d'Espagne #4, Karrantza                                          | C2     | Kevin Suárez (Nesta-MMR)                           | Lucía González (Nesta-MMR)                     |
| 10   | Grand Prix Topoľčianky #2, Topoľčianky                                 | C2     | Marek Konwa (Auto Škoda Mladá Boleslav)            | Viktória Chladoňová (Climbert sport Team)      |
| 10   | Velopark Grand Prix Debrecen, Debrecen                                 | C2     | Barnabás Vas (Cube-Csömör)                         | Regina Bruchner (GreenZone ZKSE)               |
| 11   | Superprestige #3, Niel                                                 | C1     | Laurens Sweeck (Crelan-Corendon)                   | Ceylin Alvarado (Fenix-Deceuninck)             |
| 16   | Superprestige #4, Merksplas                                            | C1     | Laurens Sweeck (Crelan-Corendon)                   | Ceylin Alvarado (Fenix-Deceuninck)             |
| 16   | Cyclo-cross de Gernelle, Gernelle                                      | C2     | Rémi Lelandais (Arkéa-B&B Hotels)                  | Hélène Clauzel (Van Rysel Cross Team)          |
| 16   | Coupe d'Espagne #5, Tarancón                                           | C2     | Kevin Suárez (Nesta-MMR)                           | Lucía González (Nesta-MMR)                     |
| 16   | HSF System Cup #4, Rýmařov                                             | C2     | Michael Boroš (Elkov-Kasper)                       | Kristýna Zemanová (Brilon Racing Team)         |
| 16   | Owocowy Przełaj Laskowice, Laskowice                                   | C2     | Ferre Geeraerts (Alfasun Basso Team Flanders)      | Zuzanna Krzystała (Pho3nix Cycling Team)       |
| 16   | Nash Dash Day 1, Hampton                                               | C2     | Kerry Werner (Groove Off Road)                     | Caroline Mani (Groove Off Road)                |
| 17   | X²O Badkamers Trofee #3, Hamme                                         | C1     | Niels Vandeputte (Alpecin-Deceuninck)              | Ceylin Alvarado (Fenix-Deceuninck)             |
| 17   | Swiss Cyclocross Cup #5, Dielsdorf                                     | C2     | Loris Rouiller (Heizomat Radteam)                  | Perrine Clauzel (Sebmotobikes CX Team)         |
| 17   | National Trophy Series #3, Paignton                                    | C2     | Thomas Mein (Hope Factory Racing)                  | Anna Flynn (Spectra Racing)                    |
| 17   | Coupe d'Espagne #6, Alcobendas                                         | C2     | Kevin Suárez (Nesta-MMR)                           | Lucía González (Nesta-MMR)                     |
| 17   | Cyclocross de Lévis, Lévis                                             | C2     | Ian Ackert (Lidl-Trek Future Racing)               | Maghalie Rochette (Canyon)                     |
| 17   | Dalej Na Pólnoc Rowerem Się Nie Da Wladyslawowo-Cetniewo, Władysławowo | C2     | Silas Köch (Peter Pane Nagel CX Team)              | Zuzanna Krzystała (Pho3nix Cycling Team)       |
| 17   | Kansai Cyclo-Cross Biwako Grand Prix, Shiga                            | C2     | Hijiri Oda (Yowamushi Pedal Cycling Team)          | Akari Kobayashi (Yowamushi Pedal Cycling Team) |
| 17   | Nash Dash Day 2, Hampton                                               | C2     | Kerry Werner (Groove Off Road)                     | Caroline Mani (Groove Off Road)                |
| 23   | Exact Cross #4, Courtrai                                               | C2     | Eli Iserbyt (Pauwels Sauzen-Bingoal)               | Fem van Empel (Visma-Lease a Bike)             |
| 23   | Coupe de France #5, Troyes                                             | C2     | David Menut (AS Bike Racing)                       | Anaïs Morichon (Arkéa-B&B Hotels)              |
| 23   | HSF System Cup #4, Mladá Boleslav                                      | C2     | Marek Konwa (Auto Škoda Mladá Boleslav)            | Kristýna Zemanová (Brilon Racing Team)         |
| 23   | North Carolina Grand Prix Day 1, Hendersonville                        | C2     | Eric Brunner (Competitive Edge Racing)             | Vida Lopez De San Roman (Milligan University)  |
| 24   | Coupe du monde de cyclo-cross #1, Anvers                               | CDM    | Eli Iserbyt (Pauwels Sauzen-Bingoal)               | Fem van Empel (Visma-Lease a Bike)             |
| 24   | Coupe de France #6, Troyes                                             | C2     | David Menut (AS Bike Racing)                       | Amandine Vidon (Ardennes Cross Team Gecibat)   |
| 24   | Grand Prix Podbrezová, Podbrezová                                      | C2     | Marek Konwa (Auto Škoda Mladá Boleslav)            | Viktória Chladoňová (Climbert sport Team)      |
| 24   | North Carolina Grand Prix Day 2, Hendersonville                        | C2     | Eric Brunner (Competitive Edge Racing)             | Vida Lopez De San Roman (Milligan University)  |
| 30   | Trofeo Ciclo-Cross Rafa Valls, Cocentaina                              | C2     | Yorben Lauryssen (Pauwels Sauzen-Bingoal)          | Léa Stern (Cycliste.ch)                        |

### Décembre
| Date | Course                                                | Classe | Vainqueur homme                                 | Vainqueur femme                            |
| ---- | ----------------------------------------------------- | ------ | ----------------------------------------------- | ------------------------------------------ |
| 1    | Coupe du monde de cyclo-cross #2, Dublin              | CDM    | Michael Vanthourenhout (Pauwels Sauzen-Bingoal) | Lucinda Brand (Baloise Trek Lions)         |
| 1    | Gran Premio Guerciotti Cremona, Crémone               | C1     | Filippo Fontana (CS Carabinieri)                | Rebecca Gariboldi (Alé Cycling Team)       |
| 1    | Bryksy Cross Gościęcin, Gościęcin                     | C2     | Marek Konwa (Auto Škoda Mladá Boleslav)         | Zuzanna Krzystała (Pho3nix Cycling Team)   |
| 7    | Ciclocross Internacional Ciudad de Tarazona, Tarazona | C2     | Yorben Lauryssen (Pauwels Sauzen-Bingoal)       | Sara Cueto (Unicaja-Gijon)                 |
| 7    | HSF System Cup #6, Uničov                             | C2     | Marek Konwa (Auto Škoda Mladá Boleslav)         | Kristýna Zemanová (Brilon Racing Team)     |
| 8    | Coupe du monde de cyclo-cross #3, Oristano            | CDM    | annulé                                          | annulé                                     |
| 8    | National Trophy Series #4, Clanfield                  | C2     | annulé                                          | annulé                                     |
| 8    | Ziklo Kross Igorre, Igorre                            | C2     | Yorben Lauryssen (Pauwels Sauzen-Bingoal)       | Noémie Garnier (Team Guével Roadborn)      |
| 14   | X²O Badkamers Trofee #4, Herentals                    | C2     | Michael Vanthourenhout (Pauwels Sauzen-Bingoal) | Fem van Empel (Visma-Lease a Bike)         |
| 14   | Coupe de France #7, La Ferté-Bernard                  | C2     | Joshua Dubau (Van Rysel Cross Team)             | Noémie Garnier (Team Guével Roadborn)      |
| 14   | Coupe d'Espagne #7, Xàtiva                            | C2     | Kevin Suárez (Nesta-MMR)                        | Sofia Rodríguez (Nesta-MMR)                |
| 15   | Coupe du monde de cyclo-cross #4, Namur               | CDM    | Michael Vanthourenhout (Pauwels Sauzen-Bingoal) | Ceylin Alvarado (Fenix-Deceuninck)         |
| 15   | Coupe de France #8, La Ferté-Bernard                  | C2     | David Menut (AS Bike Racing)                    | Noémie Garnier (Team Guével Roadborn)      |
| 15   | Lubuskie Warte Zachodu, Zielona Góra                  | C2     | Marek Konwa (Auto Škoda Mladá Boleslav)         | Zuzanna Krzystała (Pho3nix Cycling Team)   |
| 21   | Coupe du monde de cyclo-cross #5, Hulst               | CDM    | Niels Vandeputte (Alpecin-Deceuninck)           | Marie Schreiber (SD Worx-Protime)          |
| 22   | Coupe du monde de cyclo-cross #6, Zonhoven            | CDM    | Mathieu van der Poel (Alpecin-Deceuninck)       | Ceylin Alvarado (Fenix-Deceuninck)         |
| 23   | Superprestige #5, Mol                                 | C1     | Mathieu van der Poel (Alpecin-Deceuninck)       | Ceylin Alvarado (Fenix-Deceuninck)         |
| 26   | Coupe du monde de cyclo-cross #7, Gavere              | CDM    | Mathieu van der Poel (Alpecin-Deceuninck)       | Fem van Empel (Visma-Lease a Bike)         |
| 27   | Exact Cross #5, Loenhout                              | C1     | Mathieu van der Poel (Alpecin-Deceuninck)       | Marion Norbert-Riberolle (Crelan-Corendon) |
| 29   | Coupe du monde de cyclo-cross #8, Besançon            | CDM    | Mathieu van der Poel (Alpecin-Deceuninck)       | Fem van Empel (Visma-Lease a Bike)         |
| 30   | Superprestige #6, Diegem                              | C1     | Laurens Sweeck (Crelan-Corendon)                | Lucinda Brand (Baloise Trek Lions)         |

### Janvier
| Date | Course                                          | Classe | Vainqueur homme                                | Vainqueur femme                            |
| ---- | ----------------------------------------------- | ------ | ---------------------------------------------- | ------------------------------------------ |
| 1    | X²O Badkamers Trofee #5, Baal                   | C1     | Eli Iserbyt (Pauwels Sauzen-Cibel Clementines) | Fem van Empel (Visma-Lease a Bike)         |
| 1    | Grand Prix Garage Collé, Pétange                | C2     | Lander Loockx (Unibet Tietema Rockets)         | Xaydée Van Sinaey (Crelan-Corendon)        |
| 3    | X²O Badkamers Trofee #6, Coxyde                 | C1     | Laurens Sweeck (Crelan-Corendon)               | Puck Pieterse (Fenix-Deceuninck)           |
| 4    | Superprestige #7, Gullegem                      | C2     | Wout van Aert (Visma-Lease a Bike)             | Lucinda Brand (Baloise Glowi Lions)        |
| 4    | Amurrioko Ziklo-Krossa, Amurrio                 | C2     | Kevin Suárez (Nesta-MMR)                       | Sofia Rodríguez (Nesta-MMR)                |
| 5    | Coupe du monde de cyclo-cross #9, Termonde      | CDM    | Wout van Aert (Visma-Lease a Bike)             | Lucinda Brand (Baloise Glowi Lions)        |
| 5    | National Trophy Series #5, Bradford             | C2     | annulé en raison de fortes chutes de neige     | annulé en raison de fortes chutes de neige |
| 13   | Cyclocross Otegem, Otegem                       | C2     | Toon Aerts (Deschacht-Hens-FSP)                | Sanne Cant (Crelan-Corendon)               |
| 19   | Coupe du monde de cyclo-cross #10, Benidorm     | CDM    | Thibau Nys (Baloise Glowi Lions)               | Fem van Empel (Visma-Lease a Bike)         |
| 25   | Coupe du monde de cyclo-cross #11, Maasmechelen | CDM    | Mathieu van der Poel (Alpecin-Deceuninck)      | Blanka Vas (SD Worx-Protime)               |
| 26   | Coupe du monde de cyclo-cross #12, Hoogerheide  | CDM    | Mathieu van der Poel (Alpecin-Deceuninck)      | Lucinda Brand (Baloise Glowi Lions)        |

### Février
| Date | Course                                       | Classe | Vainqueur homme                                           | Vainqueur femme                        |
| ---- | -------------------------------------------- | ------ | --------------------------------------------------------- | -------------------------------------- |
| 2    | Championnats du monde de cyclo-cross, Liévin | CM     | Mathieu van der Poel (Alpecin-Deceuninck)                 | Fem van Empel (Visma-Lease a Bike)     |
| 5    | Exact Cross #6, Maldegem                     | C2     | Laurens Sweeck (Crelan-Corendon)                          | Marie Schreiber (SD Worx-Protime)      |
| 8    | Superprestige #8, Middelkerke                | C1     | Joris Nieuwenhuis (Ridley Racing Team)                    | Inge van der Heijden (Crelan-Corendon) |
| 9    | X²O Badkamers Trofee #7, Lille               | C1     | Laurens Sweeck (Crelan-Corendon)                          | Lucinda Brand (Baloise Glowi Lions)    |
| 15   | Exact Cross #7, Saint-Nicolas                | C2     | Niels Vandeputte (Alpecin-Deceuninck)                     | Lucinda Brand (Baloise Glowi Lions)    |
| 16   | X²O Badkamers Trofee #8, Bruxelles           | C1     | Michael Vanthourenhout (Pauwels Sauzen-Cibel Clementines) | Sara Casasola (Crelan-Corendon)        |
| 23   | Internationale Sluitingsprijs, Oostmalle     | C1     | Joris Nieuwenhuis (Ridley Racing Team)                    | Lucinda Brand (Baloise Glowi Lions)    |

## Championnats nationaux (CN)
| Nation           | Date             | Élites hommes                    | Élites femmes                  | Espoirs hommes         | Espoirs femmes       | Juniors hommes         | Juniors femmes           |
| ---------------- | ---------------- | -------------------------------- | ------------------------------ | ---------------------- | -------------------- | ---------------------- | ------------------------ |
| Albanie          | 11 janvier 2025  | Olsian Velia                     | Nelia Kabetaj                  | N/A                    | N/A                  | Habib Llana            | N/A                      |
| Allemagne        | 12 janvier 2025  | Marcel Meisen                    | Elisabeth Brandau              | Fabian Eder            | Sina Van Thiel       | Benedikt Benz          | Klara Dworatzek          |
| Australie        | 17 août 2024     | Max Hobson                       | Isabella Flint                 | Jacob Turner           | Zoe Davison          | Campbell McConnell     | Madeleine Wasserbaech    |
| Autriche         | 12 janvier 2025  | Lukas Hatz                       | Nadja Heigl                    | Dominik Hödlmoser      | Nora Fischer         | Valentin Hofer         | Rosalie Denk             |
| Belgique         | 12 janvier 2025  | Thibau Nys                       | Marion Norbert-Riberolle       | Aaron Dockx            | Sterre Vervloet      | Arthur Van den Boer    | Sanne Laurijssen         |
| Canada           | 16 novembre 2024 | Ian Ackert                       | Isabella Holmgren              | Mika Comaniuk          | Marin Lowe           | Emilien Belzile        | Rafaëlle Carrier         |
| Chili            | 7 septembre 2024 | Patricio Maximiliano Farias Diaz | Maria Fernanda Castro Gonzalez | Benjamin Cornejo Reyes | Ivonne Risco Narvaez | Luciano Quinones Gatta | Florencia Monsalvez Rojo |
| Croatie          | 19 janvier 2025  | Fran Bošnjak                     | Alessandra Musa                | N/A                    | N/A                  | Leon Lukić             | Iva Iličić               |
| Danemark         | 12 janvier 2025  | Daniel Weis                      | Caroline Bohé                  | N/A                    | N/A                  | Oskar Koudal           | Mille Foldager Nielsen   |
| Espagne          | 12 janvier 2025  | Felipe Orts                      | Sofia Rodriguez Revert         | Miguel Rodríguez       | Marta Beti           | Benjamín Noval         | Lorena Patiño            |
| Estonie          | 26 octobre 2024  | Madis Mihkels                    | Mari-Liis Mõttus               | N/A                    | N/A                  | Sebastian Suppi        | Maria Jürisaar           |
| États-Unis       | 15 décembre 2024 | Andrew Strohmeyer                | Vida Lopez De San Roman        | Henry Coote            | Katherine Sarkisov   | Garrett Beshore        | Lidia Cusack             |
| Finlande         | 26 octobre 2024  | Antti-Jussi Juntunen             | Noora Kanerva                  | N/A                    | N/A                  | Niko Terho             | Lotte Borremans          |
| France           | 12 janvier 2025  | Clément Venturini                | Amandine Fouquenet             | Léo Bisiaux            | Célia Gery           | Florian Fery           | Lise Revol               |
| Grande-Bretagne  | 12 janvier 2025  | Cameron Mason                    | Xan Crees                      | Ben Chilton            | Cat Ferguson         | Oscar Amey             | Zoe Roche                |
| Grèce            | 26 janvier 2025  | Alexandros Athanasiadis          | Eleftheria Giachou             | N/A                    | N/A                  | Andreas Stamatopoulos  | Eleni Kaskani            |
| Hongrie          | 12 janvier 2025  | Barnabás Vas                     | Regina Bruchner                | N/A                    | N/A                  | Benedek Berencsi       | Málna Mudra              |
| Irlande          | 12 janvier 2025  | Dean Harvey                      | Esther Wong                    | N/A                    | N/A                  | Conor Murphy           | N/A                      |
| Italie           | 12 janvier 2025  | Gioele Bertolini                 | Carlotta Borello               | Stefano Viezzi         | Valentina Corvi      | Patrik Pezzo Rosola    | Elisa Ferri              |
| Japon            | 15 décembre 2024 | Hijiri Oda                       | Akari Kobayashi                | Shingen Yunoki         | N/A                  | Koshi Narita           | Nanami Ishikawa          |
| Lituanie         | 10 novembre 2024 | Venantas Lašinis                 | Gabija Jonaitytė               | Aironas Gerdauskas     | N/A                  | Martynas Medelinskas   | N/A                      |
| Luxembourg       | 11 janvier 2025  | Loïc Bettendorff                 | Marie Schreiber                | Mathieu Kockelmann     | Liv Wenzel           | Jonah Flammang-Lies    | Kylie Bintz              |
| Norvège          | 10 novembre 2024 | Mats Tubaas Glende               | Oda Laforce                    | N/A                    | N/A                  | Sindre Orholm-Lønseth  | Ida Østbye Støvern       |
| Nouvelle-Zélande | 10 août 2024     | Craig Oliver                     | Josie Wilcox                   | N/A                    | N/A                  | Fletcher Adams         | Millie Junge             |
| Pays-Bas         | 12 janvier 2025  | Tibor Del Grosso                 | Puck Pieterse                  | Tibor Del Grosso       | Leonie Bentveld      | Michiel Mouris         | Noï Moes                 |
| Pologne          | 12 janvier 2025  | Marek Konwa                      | Antonina Białek                | N/A                    | N/A                  | Kacper Mizuro          | Maria Ambrozkiewicz      |
| Portugal         | 12 janvier 2025  | Rafael Sousa                     | Beatriz Guerra                 | Joao Fonseca           | Beatriz Guerra       | Gonçalo Costa          | Margarida Vasconcelos    |
| Roumanie         | 12 janvier 2025  | József Málnási                   | Wendy Bunea                    | Dragos Stavar          | N/A                  | Mihai-Bogdan Brinza    | Flavia Bunea             |
| Russie           | 27 janvier 2025  | Timofey Ivanov                   | Alina Karlova                  | N/A                    | N/A                  | Kirill Maslikov        | Elina Semenova           |
| Slovaquie        | 23 novembre 2024 | Matej Ulík                       | Viktória Chladoňová            | N/A                    | N/A                  | Michal Šichta          | N/A                      |
| Suède            | 24 novembre 2024 | Filip Mård                       | Caroline Andersson             | Filip Mård             | Ida Ossiansson       | Vilmer Ekman           | Elinore Nilsson          |
| Suisse           | 12 janvier 2025  | Kevin Kuhn                       | Rebekka Estermann              | Finn Treudler          | Jana Glaus           | Lewin Iten             | Anja Grossmann           |
| Tchéquie         | 11 janvier 2025  | Michael Boroš                    | Kristýna Zemanová              | N/A                    | N/A                  | Kryštof Bažant         | Lucie Grohová            |

### Compétitions
- Coupe du monde de cyclo-cross 2024-2025
- Superprestige 2024-2025
- X²O Badkamers Trofee 2024-2025
- Coupe de France de cyclo-cross 2024
- HSF System Cup 2024
- Coupe d'Espagne de cyclo-cross 2024
- Exact Cross
- National Trophy Series 2024-2025
- USCX Cyclocross Series 2024
- Championnats du monde de cyclo-cross 2025